# Solmsiella biseriata
Solmsiella biseriata là một loài rêu trong họ Erpodiaceae. Loài này được Austin Steere mô tả khoa học đầu tiên năm 1935.